# ザ・スターティング・ライン
ザ・スターティング・ライン （The Starting Line）は、アメリカ合衆国ペンシルベニア州チャーチヴィルにて結成されたポップ・パンクバンドである。
2002年に、インディーレーベルの"Drive Thru records"からデビューした。2005年には、メジャーレーベルからのデビューも飾っている。2008年に活動を休止したが、2009年末に活動を再開。その後は2012年に活動を休止し、2015年に再開した。

## メンバー
ケニー・ヴァソリ / Kenny Vasoli - (ヴォーカル、ベース)
- 本名 : ケニー・ロバート・ヴァソリ(Kenneth Robert Vasoli)
- 生年月日 : 1984年5月20日（40歳）
- ペンシルベニア州,アビントン出身。14歳の時に、ザ・スターティング・ラインに加わる。

マット・ワッツ / Matt Watts - (リズムギター)
マイク・ゴラ / Mike Golla - (リードギター、コーラス)
トム・グライスキウィクツ / Tom Gryskewicz - (ドラム)
ブライアン・スクムッツ / Brian Schmutz - (キーボード、コーラス)
- 2005年よりツアーメンバーとして参加し、2007年に正式加入した。

## 略歴

### 初期の活動
マット・ワッツが、当時14歳だったケニー・ヴァソリに「ジャムセッションやらないか？」という様な内容のメールを送ったことから、1999年にアメリカの東部に位置するペンシルベニア州にあるチャーチビルという小さな村にて結成された。結成当初は、"Sunday Drive"という名で活動しており、その時「Four Songs」というタイトルのデモカセットを自主製作でリリースしている。その後すぐに大手インディーレーベル"Drive Thru records"の目に止まり、2001年に契約を結ぶことに成功する。そして同年6月25日に、1stEP「With Hopes of Starting Over」でデビューを飾った。

### Drive Thru recordsでの活動
2002年6月16日に、プロデューサーにFinch等を手掛けてきた"Mark Trombino"を迎えて作成された1stアルバム「Say It Like You Mean It」をリリース。すると、じわじわと人気が出て来て、同アルバムは1年以上をかけて30万枚以上を売り上げた。このアルバムで成功を収めた彼らは、その後すぐにメジャーレーベルのGeffen recordsと契約を結ぶことに成功する。そして2005年5月10日にはメジャーデビューアルバムとなる、2ndアルバム「Based on a True Story」をリリースし、ビルボードアルバムチャートにて初登場18位を記録し、見事トップバンドの仲間入りを果たした。しかし、その後の活動を行っている内にGeffen recordsとの関係がこじれた為、同レーベルから離脱した。

### Virgin Recordsでの活動
2006年1月になると、大手メジャーの"Virgin Records"と契約を結び、2007年7月31日に3rdアルバム「Direction」をリリースした。同アルバムは、ビルボードアルバムチャートにて初登場30位を記録している。しかし、それから時をまもなくした2008年3月5日、個々の時間を大切にするために、解散を表明。しかし、2009年末に活動を再開している。
2012年には活動を再び休止したが、2015年より再開。2016年2月9日には、新作EP「Anyways」が発売された。

## ディスコグラフィー

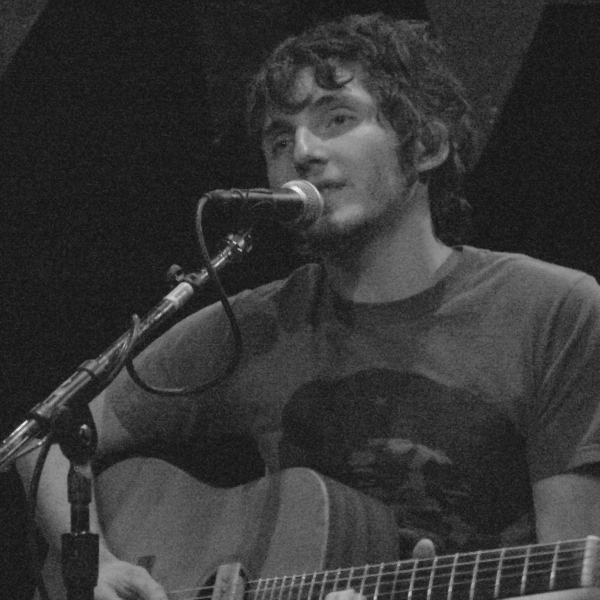
ケニー・ヴァソリ。

### アルバム
| 発売日        | アルバムのタイトル      | 販売レーベル              | 全米ビルボードアルバムチャート最高位 | セールス |
| 2002年7月16日 | Say It Like You Mean It | Drive-Thru Records        | 109位                                | 30万枚   |
| 2005年5月10日 | Based on a True Story   | Drive-Thru Records/Geffen | 18位                                 | -        |
| 2007年7月31日 | Direction               | Virgin Records            | 30位                                 | -        |

### シングル
| 曲名                     | 発表 | レーベル                  | 収録アルバム                |
| ------------------------ | ---- | ------------------------- | --------------------------- |
| "Three's a Charm"        | 2001 | Drive-Thru Records        | With Hopes of Starting Over |
| "Best of Me"             | 2002 | Drive-Thru Records        | Say It Like You Mean It     |
| "Leaving"                | 2003 | Drive-Thru Records        | Say It Like You Mean It     |
| "Bedroom Talk"           | 2005 | Drive-Thru Records/Geffen | Based on a True Story       |
| "Island"                 | 2007 | Virgin Records            | Direction                   |
| "Something Left to Give" | 2008 | Virgin Records            | Direction                   |

### EP
- 「With Hopes of Starting Over」 （2001年）
- 「The Make Yourself at Home EP」 （2003年）
- 「Anyways」（2016年）